# Una comedia macabra
Una comedia macabra es una película de comedia de terror peruana de 2017 escrita y dirigida por Sandro Ventura. Esta protagonizada por Emilia Drago y Natalia Salas. La película está basada en la obra de microteatro del mismo nombre, presentada como parte de la propuesta teatral Relatos siniestros. Se estrenó el 21 de septiembre de 2017 en cines peruanos.

## Sinopsis
Ángela, una joven muy religiosa y buen corazón, que ante la infidelidad de su novio (y para sorpresa de su grupo de catequesis) se llena de furia y de incontrolables deseos de venganza. Con la reacia ayuda de su amiga Jenny, Ángela se embarcará en el disparatado y no menos accidentado camino para celebrar una ceremonia vudú precedida por la excéntrica Madame Karina.

## Reparto
Los actores que participaron en esta película son:
- Emilia Drago como Ángela.
- Adal Ramones como Damián.
- Fiorella Rodríguez como Madame Karina.
- Jessica Cediel como Lamia.
- Natalia Salas como Jenny.
- Alicia Mercado como Jennifer.
- Manolo Rojas como Policía.
- Luciana Fuster como la Novia.
- Guillermo Castañeda como Monaguillo.
- Tito Vega como Payaso.

## Producción
El rodaje de la película comenzó el 19 de febrero de 2017. Marca el debut cinematográfico de la modelo y estrella de telerrealidad Luciana Fuster, tras su paso por los realitys show,[cita requerida] contando con la participación especial del comediante mexicano Adal Ramones.[cita requerida]

## Recepción
Una comedia macabra en un promedio de 3 semanas atrajo 50.000 espectadores al cine.

## Musical
En mayo de 2024, se anunció el musical de la película bajo el nombre de Una comedia macabra: El musical, manteniendo a Ventura en la dirección general y la incorporación de Francisco Cabrera en la producción. El elenco está conformado por Gia Rosalino, Adriana Campos-Salazar, Fabiana Valcárcel y Feffo Neyra quiénes asumirían el reparto protagónico, además de la participación especial de Gabriel Calvo. La obra se estrenó el 20 de septiembre de ese año en el Centro Cultural Ricardo Palma.